# Józef Andrzej Frasik
Józef Andrzej Frasik (1. února 1910 Rakowice - 23. prosince 1983 Krakov) byl polský spisovatel a básník.

## Životopis
Vystudoval polskou filologii na Jagellonské univerzitě. Debutoval jako básník v roce 1929 v Kuryer Literacko-Naukowy. Byl spjat s autentisty v čele s Stanislawem Czernikem. V letech 1934-1935 byl redaktorem týdeníku Gazeta Artystów. Podílel se na zářijové kampani v roce 1939. V letech 1945-1947 byl členem redakční komise týdeníku Wieś. Byl také dlouholetým ředitelem literární redakce Polského rozhlasu v Krakově a režisérem literárních pořadů.

## Dílo
- Urodzony w źdźble
- Śpiewny czas
- Ziemia kwitnie
- Obłoki mijają nas
- Z rodu kamienia
- Mój wiatr, moja noc
- Wniebowstąpienie skowronków
- Łąkami w górę
- Panny